# Топкинський округ
Топки́нський округ (рос. Топкинский округ) — муніципальний округ Кемеровської області Російської Федерації.
Адміністративний центр — місто Топки.

## Історія
4 вересня 1924 року були утворені Топкинський район у складі Томського повіту та Усть-Сосновський район Щегловського повіту Томської губернії. 25 травня 1925 року райони увійшли до складу новостворених Кузнецького округу Сибірського краю. 1929 року Усть-Сосновський район був ліквідований, територія увійшла до складу Топкинського району. 1930 року Сибірський край був розділений, його округи ліквідовані, район увійшов до складу Західно-Сибірського краю. 2 березня 1932 року був ліквідований Щегловський район, його 9 сільських рад увійшли до складу Топкинського району. 1935 року частина території увійшла до складу Тітовського району. 1937 року Західно-Сибірський край був ліквідований, район увійшов до складу Новосибірської області. 26 січня 1943 року район увійшов до складу новоствореної Кемеровської області. 1 лютого 1963 року Топкинський район ліквідований, територія увійшла до складу Кемеровського району, місто Топки отримало статус обласного. 11 січня 1965 року територія Топкинського району перейшла у підпорядкування Топкинської міськради. 1976 року був відновлений Топкинський район, за містом Топки залишено обласний статус.
Станом на 2002 рік район поділявся на 13 сільських рад:
| Поселення                     | Площа, км² | Населення, осіб (2002) | К-ть НП | Населені пункти                                                                      |
| ----------------------------- | ---------- | ---------------------- | ------- | ------------------------------------------------------------------------------------ |
| Топкинський район             |            |                        |         |                                                                                      |
| Верх-Падунська сільська рада  | -          | 1624                   | 5       | селища Верх-Падунський, Магістральний, Середньоберезовський, присілки Катково, Тихта |
| Глибокинська сільська рада    | -          | 1000                   | 4       | села Глибоке, Подоніно, присілки Мединіно, Усть-Стрілина                             |
| Зарубинська сільська рада     | -          | 1771                   | 2       | село Зарубино, селище Октябрський                                                    |
| Лукошкинська сільська рада    | -          | 1465                   | 5       | село Лукошкино, селища 96 км, Центральний, Юр'євка, присілок Козлово                 |
| Опаринська сільська рада      | -          | 897                    | 3       | селище Верх-Мостовинський, присілки Опарино, Чаща                                    |
| Осиновогривська сільська рада | -          | 1243                   | 6       | селища 115 км, 123 км, Знаменський, Тріщевський, присілки Корниловка, Осинова Грива  |
| Соломинська сільська рада     | -          | 1809                   | 5       | селища Ключевий, Розсвіт, присілки Симаново, Соломино, Терехино                      |
| Топкинська сільська рада      | -          | 1505                   | 5       | село Топки, селища 13 км, 15 км, Дідюєво, присілок Дідюєво                           |
| Усть-Сосновська сільська рада | -          | 1414                   | 5       | село Усть-Сосново, селища Лівососновський, Романовський, присілки Бархатово, Кокуй   |
| Хорошеборська сільська рада   | -          | 1025                   | 2       | село Хорошеборка, селище Роздольє                                                    |
| Черемичкінська сільська рада  | -          | 1167                   | 5       | село Черемичкіно, селища 130 км, 137 км, присілки Пінігіно, Уньга                    |
| Шишинська сільська рада       | -          | 1782                   | 5       | селища 64 км, 79 км, Комсомольський, Листвянка, Шишино                               |
| Юр'євська сільська рада       | -          | 1375                   | 5       | селище Мокроусовський, присілки Бурухіно, Великий Корчуган, Малий Корчуган, Ципино   |
| Топкинська міська рада        |            |                        |         |                                                                                      |
| Топкинська міська рада        | -          | 31004                  | 1       | місто Топки                                                                          |

2004 року район отримав статус муніципального, сільські ради перетворені у сільські поселення, Топкинська міська рада увійшла до складу району як міське поселення. 29 червня 2019 року район перетворено в муніципальний округ, при цьому міське та сільські поселення були ліквідовані:
| Поселення                          | Площа, км² | Населення, осіб (2010) | Населення, осіб (2019) | К-ть НП | Населені пункти                                                                        |
| ---------------------------------- | ---------- | ---------------------- | ---------------------- | ------- | -------------------------------------------------------------------------------------- |
| Топкинське міське поселення        | 51,72      | 28641                  | 27639                  | 1       | місто Топки                                                                            |
| Верх-Падунське сільське поселення  | 237,17     | 1361                   | 1216                   | 5       | селища Верх-Падунський, Магістральний, Середньоберезовський, присілки Катково, Тихта   |
| Зарубинське сільське поселення     | 306,31     | 2620                   | 2593                   | 6       | села Зарубино, Глибоке, Подоніно, селище Октябрський, присілки Мединіно, Усть-Стрілина |
| Лукошкинське сільське поселення    | 224,21     | 1119                   | 1083                   | 5       | село Лукошкино, селища 96 км, Центральний, Юр'євка, присілок Козлово                   |
| Осиновогривське сільське поселення | 189,57     | 1184                   | 1134                   | 6       | селища 115 км, 123 км, Знаменський, Тріщевський, присілки Корниловка, Осинова Грива    |
| Соломинське сільське поселення     | 398,90     | 1449                   | 1278                   | 5       | селища Ключевий, Розсвіт, присілки Симаново, Соломино, Терехино                        |
| Топкинське сільське поселення      | 160,87     | 1745                   | 2000                   | 5       | село Топки, селища 13 км, 15 км, Дідюєво, присілок Дідюєво                             |
| Усть-Сосновське сільське поселення | 189,83     | 1183                   | 1091                   | 5       | село Усть-Сосново, селища Лівососновський, Романовський, присілки Бархатово, Кокуй     |
| Хорошеборське сільське поселення   | 125,22     | 1773                   | 1536                   | 5       | село Хорошеборка, селища Верх-Мостовинський, Роздольє, присілки Опарино, Чаща          |
| Черемичкінське сільське поселення  | 290,22     | 1082                   | 988                    | 5       | село Черемичкіно, селища 130 км, 137 км, присілки Пінігіно, Уньга                      |
| Шишинське сільське поселення       | 325,70     | 1505                   | 1283                   | 5       | селища 64 км, 79 км, Комсомольський, Листвянка, Шишино                                 |
| Юр'євське сільське поселення       | 273,84     | 1225                   | 1169                   | 5       | селище Мокроусовський, присілки Бурухіно, Великий Корчуган, Малий Корчуган, Ципино     |

## Населення
Населення — 43010 осіб (2019; 44887 в 2010, 18077 у Топкинському районі та 31004 у Топкинській міській раді у 2002).

## Населені пункти
| №  | Населений пункт              | Населення, осіб (2002) | Населення, осіб (2010) |
| -- | ---------------------------- | ---------------------- | ---------------------- |
| 1  | 13 км, селище                | 37                     | 41                     |
| 2  | 15 км, селище                | 0                      | 0                      |
| 3  | 64 км, селище                | 23                     | 12                     |
| 4  | 79 км, селище                | 50                     | 26                     |
| 5  | 96 км, селище                | 11                     | 4                      |
| 6  | 115 км, селище               | 10                     | 38                     |
| 7  | 123 км, селище               | 22                     | 29                     |
| 8  | 130 км, селище               | 45                     | 47                     |
| 9  | 137 км, селище               | 27                     | 16                     |
| 10 | Бархатово, присілок          | 257                    | 247                    |
| 11 | Бурухіно, присілок           | 5                      | 7                      |
| 12 | Великий Корчуган, присілок   | 281                    | 222                    |
| 13 | Верх-Мостовинський, селище   | 34                     | 25                     |
| 14 | Верх-Падунський, селище      | 628                    | 565                    |
| 15 | Глибоке, село                | 762                    | 723                    |
| 16 | Дідюєво, присілок            | 180                    | 136                    |
| 17 | Дідюєво, селище              | 8                      | 6                      |
| 18 | Зарубино, село               | 1418                   | 1427                   |
| 19 | Знаменський, селище          | 239                    | 200                    |
| 20 | Катково, присілок            | 182                    | 130                    |
| 21 | Ключевий, селище             | 180                    | 130                    |
| 22 | Козлово, присілок            | 165                    | 133                    |
| 23 | Кокуй, присілок              | 106                    | 72                     |
| 24 | Комсомольський, селище       | 208                    | 139                    |
| 25 | Корниловка, присілок         | 89                     | 125                    |
| 26 | Листвянка, селище            | 143                    | 116                    |
| 27 | Лівососновський, селище      | 241                    | 174                    |
| 28 | Лукошкино, село              | 324                    | 252                    |
| 29 | Магістральний, селище        | 466                    | 422                    |
| 30 | Малий Корчуган, присілок     | 534                    | 500                    |
| 31 | Мединіно, присілок           | 206                    | 165                    |
| 32 | Мокроусовський, селище       | 354                    | 344                    |
| 33 | Октябрський, селище          | 353                    | 292                    |
| 34 | Опарино, присілок            | 801                    | 747                    |
| 35 | Осинова Грива, присілок      | 37                     | 34                     |
| 36 | Пінігіно, присілок           | 277                    | 233                    |
| 37 | Подоніно, село               | 32                     | 7                      |
| 38 | Роздольє, селище             | 822                    | 776                    |
| 39 | Розсвіт, селище              | 956                    | 805                    |
| 40 | Романовський, селище         | 133                    | 118                    |
| 41 | Середньоберезовський, селище | 117                    | 69                     |
| 42 | Симаново, присілок           | 236                    | 176                    |
| 43 | Соломино, присілок           | 120                    | 102                    |
| 44 | Терехино, присілок           | 317                    | 236                    |
| 45 | Тихта, присілок              | 231                    | 175                    |
| 46 | Топки, місто                 | 31004                  | 28641                  |
| 47 | Топки, село                  | 1280                   | 1562                   |
| 48 | Тріщевський, селище          | 846                    | 758                    |
| 49 | Уньга, присілок              | 39                     | 39                     |
| 50 | Усть-Сосново, село           | 677                    | 572                    |
| 51 | Усть-Стрілина, присілок      | 0                      | 6                      |
| 52 | Хорошеборка, село            | 203                    | 160                    |
| 53 | Центральний, селище          | 932                    | 707                    |
| 54 | Ципино, присілок             | 201                    | 152                    |
| 55 | Чаща, присілок               | 62                     | 65                     |
| 56 | Черемичкіно, село            | 779                    | 747                    |
| 57 | Шишино, селище               | 1358                   | 1212                   |
| 58 | Юр'євка, селище              | 33                     | 23                     |